# Bazzania tridens
Bazzania tridens är en bladmossart som först beskrevs av Reinw., Blume et Nees, och fick sitt nu gällande namn av Vittore Benedetto Antonio Trevisan de Saint-Léon. Bazzania tridens ingår i släktet revmossor, och familjen Lepidoziaceae. Inga underarter finns listade i Catalogue of Life.